# Jodium-113
Jodium-113 of 113I is een radioactieve isotoop van jodium. De isotoop komt van nature niet op Aarde voor.
Jodium-113 ontstaat onder meer door radioactief verval van xenon-113.

## Radioactief verval
Jodium-113 bezit een korte halveringstijd: 6,6 seconden. De isotoop vervalt vrijwel volledig door β+-verval naar de radio-isotoop telluur-113:
{\displaystyle {\ce {{^{113}_{53}I}->{^{113}_{52}Te}+{e^{+}}+{\nu }_{e}}}}
De vervalenergie hiervan bedraagt 6,1965 MeV. 
Een verwaarloosbare hoeveelheid (3,31 × 10−7%) vervalt onder uitzending van alfastraling tot de radio-isotoop antimoon-109:
{\displaystyle {\ce {{^{113}_{53}I}->{^{109}_{51}Sb}+\,_{2}^{4}\alpha }}}
De vervalenergie hiervan bedraagt 2,7059 MeV. 
Jodium-113 is theoretisch ook in staat te vervallen naar de radio-isotoop tin-109:
{\displaystyle {\ce {{^{113}_{53}I}->{^{109}_{50}Sn}+\alpha +{e^{+}}+{\nu }_{e}}}}
107I · 108I · 109I · 110I · 111I · 112I · 113I · 114I · 114mI · 115I · 116I · 116mI · 117I · 118I · 118mI · 119I · 120I · 120m1I · 120m2I · 121I · 121mI · 122I · 123I · 124I · 125I · 126I · 127I · 128I · 128m1I · 128m2I · 129I · 130I · 130m1I · 130m2I · 130m3I · 130m4I · 131I · 132I · 132mI · 133I · 133m1I · 133m2I · 134I · 134mI · 135I · 136I · 136mI · 137I · 138I · 139I · 140I · 141I · 142I · 143I · 144I · 145I